# Club Atlético Independiente Tirol
El Club Atlético Independiente Tirol es un club de la ciudad de Puerto Tirol, en la Provincia del Chaco, Argentina.
El club es nombrado entre sus hinchas como "Mil rayitas" por el diseño que mantuvo su camiseta a lo largo de su historia.
El club también es apodado "Taninero": años atrás existía una fábrica de tanino cerca del estadio de Independiente aunque no era tan importante como la que estaba detrás del estadio de Club Social y Deportivo Fontana, por lo cual éste segundo es más conocido por ese apodo. En la actualidad, el apodo se refuerza para el equipo de Tirol por la presencia de la planta de Unitan en el pueblo.
Su clásico rival es el Club Atlético Juventud, también de la localidad de Puerto Tirol junto al cual animan el "Clásico de Tirol", motivado también por ser ambos los únicos equipos representantes de esa localidad en la Liga Chaqueña de Fútbol.
Otro clásico rival de Independiente Tirol es el Club Social y Deportivo Fontana, junto al cual animan el "Clásico Taninero", denominado de esta forma por el carácter de urbes tanineras que le dieron en su momento, las plantas industriales de producción de tanino ubicadas en ambas localidades, estando desactivada en la actualidad la planta de Fontana.
A pesar de estar jugando en la segunda categoría liguista (descendió de categoría en 2019) es un equipo de mucho renombre. Los medios de comunicación suelen referirse a Independiente simplemente como "Tirol", en contraste con su rival que siempre es nombrado como "Juventud" o "Juventud de Tirol".
El Taninero participa en la segunda categoría, luego de otro descenso más a lo largo de su historial.

## Historia
Es el primer club de la localidad chaqueña, fundado un 30 de septiembre de 1928. Al igual que el Puerto su historia está ligada a la fábrica de Tanino, Quebrachales Fusionados, que le dio crecimiento y desarrollo a todo el pueblo. La institución es la continuidad de Sportivo Tirol, conjunto de obreros que participaban en torneos que nada tenían que ver con la Liga Chaqueña de Fútbol. El nombre surge mediante sus primeros directivos y su precursor Gervasio Martínez, el cual era hincha de  Independiente de Avellaneda. Pero al sentimiento del obrero oriundo de Buenos Aires acompañó la idea de ser originales e independientes de los equipos que surgían en la capital del Chaco. Los colores (azul y blanco) también fueron propuestos por el porteño ya que simpatizaba con Sportivo Barracas, del cual imitó los bastones que lleva su apodo de Mil Rayitas. A lo largo de su historia algunos nombres que fueron trascendentales como dirigentes y colaboradores: Bonifacio pizarello, Alberto Silvestre “toto” Torresagasti, Fernando Valle, Marcelino Lugo, Amilcar Canella, Héctor Córdoba, Romeo Peroti.
En su historia, merced a los títulos conseguidos en la Liga Chaqueña, ha participado varias veces en los viejos Torneos del Interior (actual Torneo Federal A), y del Torneo Argentino C en 2007.
Después de conseguir los campeonatos Clausura y Oficial 2005, Independiente Tirol no ha podido realizar campañas aceptables, siendo así que antes que termine el Clausura 2008, Independiente Tirol sufre su descenso para jugar en la Primera "B" del futbol local. Su promedio fue de 1,077 puntos (84 puntos sobre 78 partidos jugados), el partido que determinó la pérdida de categoría definitiva fue la derrota en el clásico "taninero" contra Club Social y Deportivo Fontana por 2 a 1. 
En 2009 gana el grupo "B" de la Primera "B y al igualar en puntos con NOVA se enfrentan en partidos de desempates. Independiente demuestra que es mucho mejor y gana el partido por 5 a 0, lo que lo permitió disputar la final del Torneo Apertura 2009 de la Primera B, en el cual cae a pesar de haber conseguido una victoria por 4 a 2 en el encuentro de ida. La final terminó con un resultado global de 6 a 6 ganando en la definición por penales el Club Atlético Estudiantes por 4 a 2.
En el segundo semestre del mismo año vuelve a obtener el grupo "B" tres fechas antes de su finalización y juega la final con Municipales, ambos encuentro gana por la mínima diferencia logrando así el Torneo Clausura 2009 de la Primera B y el pasaporte para disputar la final del torneo oficial por el ascenso contra Estudiantes.
El primer encuentro se disputó en cancha de Estudiantes, el partido terminó 4 a 2 a favor del "taninero" igual resultado en el encuentro de vuelta en Tirol. Así después de un año el Club Atlético Independiente Tirol vuelve a la primera división de la Liga Chaqueña de Fútbol.
Luego de tres temporadas en la Primera A liguista, en 2012 vuelve a descender a la Primera B, de la cual retorna en 2014 ganando su grupo y venciendo en la serie por el campeonato a Deportivo Itatí. Luego logra mantenerse por 5 temporadas en la A, con campañas poco aceptables, jugando promociones dos temporadas consecutivas en 2017 y 2018, hasta su nuevo descenso de categoría en 2019.
Plantel 2022
Francisco Gavilán; Mario Molina, Ramón Salazar, Leonardo Rodríguez, Leonardo Altamirano; Jonathan Peloso, Lucas Vallejos, Alejandro Flores, Matías Araujo; Mauricio Cardozo, Federico Conti

## Estadio
El estadio fue construido en un terreno perteneciente a la fábrica Unitán. En 1946 jugó su primer partido no oficial frente a un combinado paraguayo. El 23 de agosto de 1948 inauguró lo que significó un  estadio más para los torneos de Liga Chaqueña, es que ya había terminado las obras reglamentarias de los muros, vestuarios y baños. Las tribunas cuentan con la particularidad de estar compuestas por los viejos tablones de la cancha de Chaco For Ever. Actualmente trabaja en la construcción de un museo y refacciones en su sede ubicada en la calle Antártida Argentina.

## Palmarés
- Liga Chaqueña de Fútbol (6): 1940, 1965, 1974, 1991, Clausura 2005, Oficial 2005